# Pleasant Crump
Pleasant Riggs Crump (* 23. Dezember 1847 in Crawford’s Grove, St. Clair County, Alabama; † 31. Dezember 1951) war ein konföderierter Soldat. Er war der letzte Überlebende, der nachweislich als konföderierter Soldat am Amerikanischen Bürgerkrieg teilgenommen hat. Es gab zwar weitere Männer, die von sich behaupteten, konföderierte Veteranen dieses Krieges zu sein – zu Verifizierungen kam es aber nicht.

## Leben
Nachdem Crump mit einem Freund nach Petersburg umgezogen war, trat er im November 1864 in das 10. Alabama-Infanterieregiment ein. Er kämpfte in der Belagerung von Petersburg und war Zeuge der Unterzeichnung der Kapitulation im Appomattox Court House durch Robert E. Lee. Nach dem Krieg wohnte er in Talladega County, Alabama, wo er mit 22 Jahren Mary Hall heiratete, mit der er später fünf Kinder hatte. Die Ehe hielt bis zu Halls Tod 1901. 1905 heiratete er seine zweite Frau Ella Wallis, die 1942 starb. Danach verbrachte Crump seinen Lebensabend bei einem seiner Enkel. Er wurde in der Hall Cemetery in Lincoln beigesetzt.
Die United Confederate Veterans gaben ihm, als letztem Veteranen, nachträglich den Ehrentitel Colonel.
Der letzte am Kampf beteiligte Veteran der Unionsarmee James Hard starb am 12. März 1953 in New York.
| Personendaten    | Personendaten                                   |
| ---------------- | ----------------------------------------------- |
| NAME             | Crump, Pleasant                                 |
| ALTERNATIVNAMEN  | Crump, Pleasant Riggs                           |
| KURZBESCHREIBUNG | letzter Soldat des amerikanischen Bürgerkrieges |
| GEBURTSDATUM     | 23. Dezember 1847                               |
| GEBURTSORT       | Crawford’s Grove, St. Clair County (Alabama)    |
| STERBEDATUM      | 31. Dezember 1951                               |